# Labuan Rima Baru
Labuan Rima Baru is een bestuurslaag in het regentschap Nias Selatan van de provincie Noord-Sumatra, Indonesië. Labuan Rima Baru telt 107 inwoners (volkstelling 2010).